# Nationale Centrale der Mijnwerkers van België
De Nationale Centrale der Mijnwerkers van België (NCMB, Frans: Centrale syndicale des travailleurs des mines de Belgique, CSTMB), voordien bekend als Nationale Federatie der Belgische Mijnwerkers (Frans: Fédération Nationale des Ouvriers Mineurs Belges), was een Belgische vakcentrale die aangesloten was bij het ABVV.

## Historiek
De Nationale Federatie der Belgische Mijnwerkers werd opgericht op 25 december 1889. Een van de belangrijkste strijdpunt in de beginperiode was de arbeidsduurvermindering. In maart 1907 werd er door de Federatie hierover een referendum onder de mijnwerkers (+18) georganiseerd, 80.763 van de 81.956 mijnwerkers stemden hierbij voor de achturendag. Hierop volgend werd op 7 april 1907 een Koninklijk Besluit uitgevaardigd met als doel hierover een onderzoekscommissie op te richten in de belangrijkste mijnbekkens. Op 1 april 1909 werd de negenurendag gerealiseerd, gestemd in de Kamer van volksvertegenwoordigers op 1 april 1909. Een andere belangrijke verwezenlijking volgde uit de 24-urenstaking van 13 maart 1911, hiermee werd de wet van 5 mei 1911 afgedwongen waarbij een uitkering van 360 frank werd voorzien voor gepensioneerde mijnwerkers. De pensioengerechtigde leeftijd kwam hierbij te liggen op 55 jaar voor ondergrondse mijnwerkers en op 60 jaar voor wie bovengronds werkzaam was. Datzelfde jaar werd ook bekomen dat de ondergrondse arbeid werd verboden voor vrouwen en kinderen onder de 14 jaar en op 31 maart 1913 werd de verplichte inrichting van was- en stortbaden bekomen.
Op 1 maart 1919 werd de federatie omgevormd tot de Nationale Centrale der Mijnwerkers van België, wel bleef er een grote autonomie bestaan voor de lokale afdelingen. De mijnwerkers van de Chevaliers du Travail uit Charleroi sloten niet aan bij de nieuwe centrale, en zouden autonoom blijven functioneren tot 1940. Omstreeks 1919 was de NCMB de grootste vakcentrale van de Syndikale Kommissie (SK), met 123.468 leden. De jaren die daarop volgde zag de centrale haar ledenaantal echter sterk dalen ten gevolge van onder meer de mislukte staking bij Société Anonyme d'Ougrée-Marihaye (Seraing) in 1921 en de oprichting van het concurrerende (communistische) Syndicat Révolutionnaire des Mineurs.
Een andere belangrijke mijlpaal was de algemene mijnstaking van 1932 ten gevolgde van de aangekondigde loonsverlagingen. Hoewel de voortrekkersrol in deze protesten was weggelegd voor de Revolutionaire Mijnwerkersfederatie (RMF) in het mijnbekken van de Borinage, breidde de protesten zich al snel uit naar andere sectoren in de regio en sloot onder meer ook de NCMB regio Borinage en de Belgische Werkliedenpartij (BWP) zich aan bij de protesten. Hierbij werd onder meer een kasteel in brand gestoken en op 10 juli 1932 werd een mijnwerker neergeschoten door de ordediensten. Bemiddelingspogingen van de BWP leidde tot een intrekking van de loonsverlagingen door de werkgevers, maar werden door de mijnwerkers niet voldoende geacht om de rust te laten weerkeren. De staking breidde zich vervolgens vanaf juli 1932 uit naar de Limburgse mijnen en er kon tot eindelijk een loonsverhoging van 1% bedongen worden.
Na de Tweede Wereldoorlog moest de NCMB vaststellen dat ze in ledenaantal was voorbijgestoken door het Eenheidssyndicaat der Mijnwerkers. Zo telde deze BVES-centrale eind 1945 34.700 leden ten overstaan van 20.800 voor de NCMB. In tegenstelling tot de andere sectoren kwam het in het in de kader van de oprichting van het Algemeen Belgisch Vakverbond (ABVV) niet tot een fusie van beide centrales en bleef het Eenheidssyndicaat der Mijnwerkers bestaan tot begin jaren 50. Omstreeks deze periode belandde de Belgische mijnbouw, evenals de gehele Belgische economie, in een structurele crisis terwijl in tal van buurlanden een economische heropleving plaatsvond dankzij onder meer de modernisering van de economische infrastructuur die voortvloeide uit het Marshallplan. De mijnindustrie kon zich enkel nog handhaven door middel van overheidssubsidies door enerzijds de buitenlandse concurrentie en anderzijds de gestage daling in de vraag naar steen- en bruinkool. Hierop besloot de regering Eyskens III tot de sluiting van tal van Waalse mijnen, waaronder Le Grand-Hornu. Deze regeringsbeslissing gaf directe aanleiding tot de algemene mijnstaking van 1959 die op 13 februari van dat jaar startte te Frameries maar zich al snel uitbreidde en kon rekenen op de steun van Metaalarbeiders. Op 20 februari waren ruim 100.000 arbeiders betrokken en er werd een reconversieplan onderhandelt voor de mijnwerkers die hun werk verloren. De sluiting van de Waalse mijnen deden het aantal leden van de organisatie teruglopen van 40.780 (1959) naar 18.251 (1962).
In de jaren 60 volgde een tweede golf van mijnsluitingen onder toedoen van de Regering-Harmel. Hierbij werd onder meer besloten tot de sluiting van Zwartberg (1966) en Bois du Cazier (1967). Hierbij kwam het opnieuw tot protesten. Door toedoen van de extreemrechtse Vlaamse Militanten Orde (VMO) kwam het hierbij tot zware rellen met de rijkswacht. Hierdoor maakte de rijkswacht onder meer gebruik van traangasgranaten met twee doden op 31 januari 1966 tot gevolg. Toen ook de laatste mijnen in de jaren 80 en begin jaren 90 - waaronder o.a. Blegny (1980), Waterschei (1987), Beringen (1989), Zolder (1992) - werden gesloten liep het ledenaantal terug naar 9.845 (1992). In 1994 integreerde de NCMB in de Algemene Centrale (AC).

## Structuur

### Bestuur
De laatste voorzitter voor de fusie met de Algemene Centrale in 1994 was Lucien Charlier. De hoofdzetel is gevestigd in de Joseph Stevensstraat 8/4 te Brussel.
| Tijdspanne  | Voorzitter       |
| ----------- | ---------------- |
| ...         |                  |
| 1945 - 1958 | Achille Delattre |
| ...         |                  |
| 1962 - ?    | Nicolas Dethier  |
| 1974 - 1988 | Jan Olyslaegers  |
| ...         |                  |
| 1990 - 1994 | Lucien Charlier  |

| Tijdspanne  | Ondervoorzitter                |
| ----------- | ------------------------------ |
| ...         |                                |
| 1966 - ?    | Augustinus Husson              |
| 1980 - ?    | Noël Neffe                     |
| 1982 - 1988 | Jan Baeyens en Lucien Charlier |
| ...         |                                |
| 1990 - 1994 | Eddy Graller                   |

| Tijdspanne  | Algemeen-secretaris |
| ----------- | ------------------- |
| ...         |                     |
| 1935 - 1958 | Nicolas Dethier     |
| ...         |                     |
| 1962 - ?    | Joseph Dedoyard     |
| 1966 - 1970 | Robert Balesse      |

### Organisatie
| Jaar | Ledenaantal |
| ---- | ----------- |
| 1899 | 6.966       |
| 1907 | 34.528      |
| 1913 | 39.417      |
| 1919 | 123.468     |

| Jaar | Ledenaantal |
| ---- | ----------- |
| 1923 | 72.374      |
| 1930 | 55.566      |
| 1937 | 46.701      |
| 1945 | 36.783      |

| Jaar | Ledenaantal |
| ---- | ----------- |
| 1955 | 24.535      |
| 1965 | 22.244      |
| 1970 | 20.556      |
| 1975 | 14.398      |

| Jaar | Ledenaantal |
| ---- | ----------- |
| 1980 | 22.296      |
| 1985 | 23.488      |
| 1990 | 13.517      |
| 1992 | 9.845       |

## Bekende (ex-)leden
- Jan Baeyens
- Robert Balesse
- Lucien Charlier
- Evarist Dubois

- Joseph Dedoyard
- Achille Delattre
- Nicolas Dethier
- Eddy Graller

- Augustinus Husson
- Noël Neffe
- Jan Olyslaegers[8]